# Dridu
Dridu – wieś w Rumunii, w okręgu Jałomica, w gminie Dridu. W 2011 roku liczyła 3112 mieszkańców.